# Jofre III de Rocabertí
Jofre III de Rocabertí (? - ?, 1282) fou vescomte de Rocabertí (1229 - 1282). Sembla que fins a 1250 estigué sotmès a una regència.

## Biografia
Fou fill i hereu del vescomte Dalmau V de Rocabertí i d'Arsenda de Pinós. El 1229, molt jove encara, acompanyà el seu pare a la conquesta de Mallorca. Dalmau V trobà la mort durant el setge de la ciutat de Mallorca. Segurament pel fet de ser lluny del vescomtat, els seus dominis quedaren en mans d'Hug Jofre I de Rocabertí, que devia ser el seu germà o bé el seu oncle, i que els regí en nom seu fins a 1250.
Jofre III va acompanyar el rei Jaume I el Conqueridor en molts dels seus viatges, tant de guerra com de pau. A part de la conquesta de Mallorca, el 1256 assistí a l'entrevista que el rei tingué a Sòria amb Alfons el Savi i participà en la campanya de Múrcia de 1266 i al viatge que el Conqueridor feu al concili de Lió el 1272.
El 1274, però, a instigació del comte d'Empúries, va prendre part en la revolta nobiliària contra el rei, juntament amb el seu fill. Malgrat això, es reconcilià aviat amb el monarca i va formar part del tribunal creat per acabar amb l'enfrontament.
Fora d'una topada el 1242, va mantenir bones relacions amb el comte Ponç IV d'Empúries, que li va voler encomanar el projecte de restauració de l'antiga vila d'Empúries (1248).
El 1249 pactà el matrimoni del seu fill i hereu, Dalmau, amb Ermessenda, filla d'Arnau Desfar o de Navata, senyor de Peralada, que li cedí la senyoria de la vila el 1256. Amb aquesta important incorporació, el vescomtat de Rocabertí deixava de ser un territori feudal exclusivament muntanyenc i s'introduïa a la trama de les florents viles del centre de la plana empordanesa. Peralada, que aviat esdevingué centre dels dominis dels Rocabertí, feu del vescomte el senyor feudal més poderós de la comarca després del comte d'Empúries. Afavorí el creixement econòmic de la vila, sobretot després d'obtenir del rei ―interessat a contrarestar el poder del comte emporità― llicència per a celebrar-hi fires i mercats.
Per fer un servei a la corona i engrandir el mateix vescomtat encarregà al seu fill Dalmau que pactés amb Sança de Santaeugènia la permuta de la baronia de Vilademuls pel castell, vila i senyoria de Torroella de Montgrí a l'infant Pere i rebia en canvi Vilademuls, Sant Llorenç de la Muga i la força de Bassegoda.
Quan Pere el Gran accedí al tron (1276), Jofre ja tenia una edat avançada. No va poder anar a la campanya de conquesta de Sicília de 1282, però sí que hi va anar el seu fill Dalmau, amb una host de 150 homes. Jofre va morir dos mesos després de la partida de l'expedició, deixant el vescomtat orfe de govern fins a la tornada del fill.

## Núpcies i descendents
Es va casar amb Constança de Palau, germana de Simó de Palau, vescomte de Bas. Van tenir els següents fills:
- Dalmau VI de Rocabertí, vescomte de Rocabertí.
- Guerau, casat amb una dama siciliana.
- Jofre, senyor de La Rocca i San Basilio.